# Sint-Annabron (Laken)
De Sint-Annabron of Sint-Annafontein is een bron met fontein aan de zuidelijke rand van het Brusselse Park van Laken op een per trap bereikbaar verlaagd plateau met zitbanken.

## Historiek
De miraculeuze bron was een populaire bestemming voor pelgrims omdat het water heilzaam zou zijn tegen krampen, koorts en oogpijn. Het water ontsprong aan de voet van een oude eik met de beeltenis van Sint-Anna, de moeder van de Maagd Maria. In de 14de eeuw werd het bedevaartsoord voorzien van de iets hoger gelegen Sint-Annakapel.
In 1360 heette de bron sente marien, maar werd ook Welleborre, Vijf Wondenbak of Vijf Wondenput genoemd naar de vijf wonden die Christus opliep bij zijn kruisiging. Dit verbasterde in de volksmond tot "vijf honden". In Volksverhalen uit Noord-West Brussel haalt Pierre Van Nieuwenhuysen een legende aan over een blinde jongeman die elke dag tussen Laken en Grimbergen ging bedelen. Toen dieven het op zijn geld gemunt hadden, werden die besprongen door honden. Sindsdien zou er een bron ontspringen met weldadig water voor de ogen.

In de 17de eeuw kwam aartshertogin Isabella van Spanje hier wekelijks bidden. Om haar pelgrimstocht per koets vanuit haar Paleis op de Koudenberg te vergemakkelijken, liet ze in 1615 de Sint-Annadreef aanleggen als verbindingsweg met het historisch centrum rond de Onze-Lieve-Vrouwekerk (Laken). Nadat ze krachtens dit wonderbaarlijke water van koorts zou zijn hersteld, heeft ze er in 1625 op aansturen van haar geestelijke vader Andres de Soto een stenen fontein laten bouwen. Een vertaling van de Latijnse inscriptie op het monument luidt: 
Opdat deze bron, toegewijd aan de heilige moeder Anna, sinds lang weldadig voor koortsigen, niet meer glorieloos op aarde stroomt. Infante Isabelle-Claire-Eugénie van Spanje heeft, naar de wens van E.H. André a Soto, dit versierde reservoir geschonken in het jaar 1625.

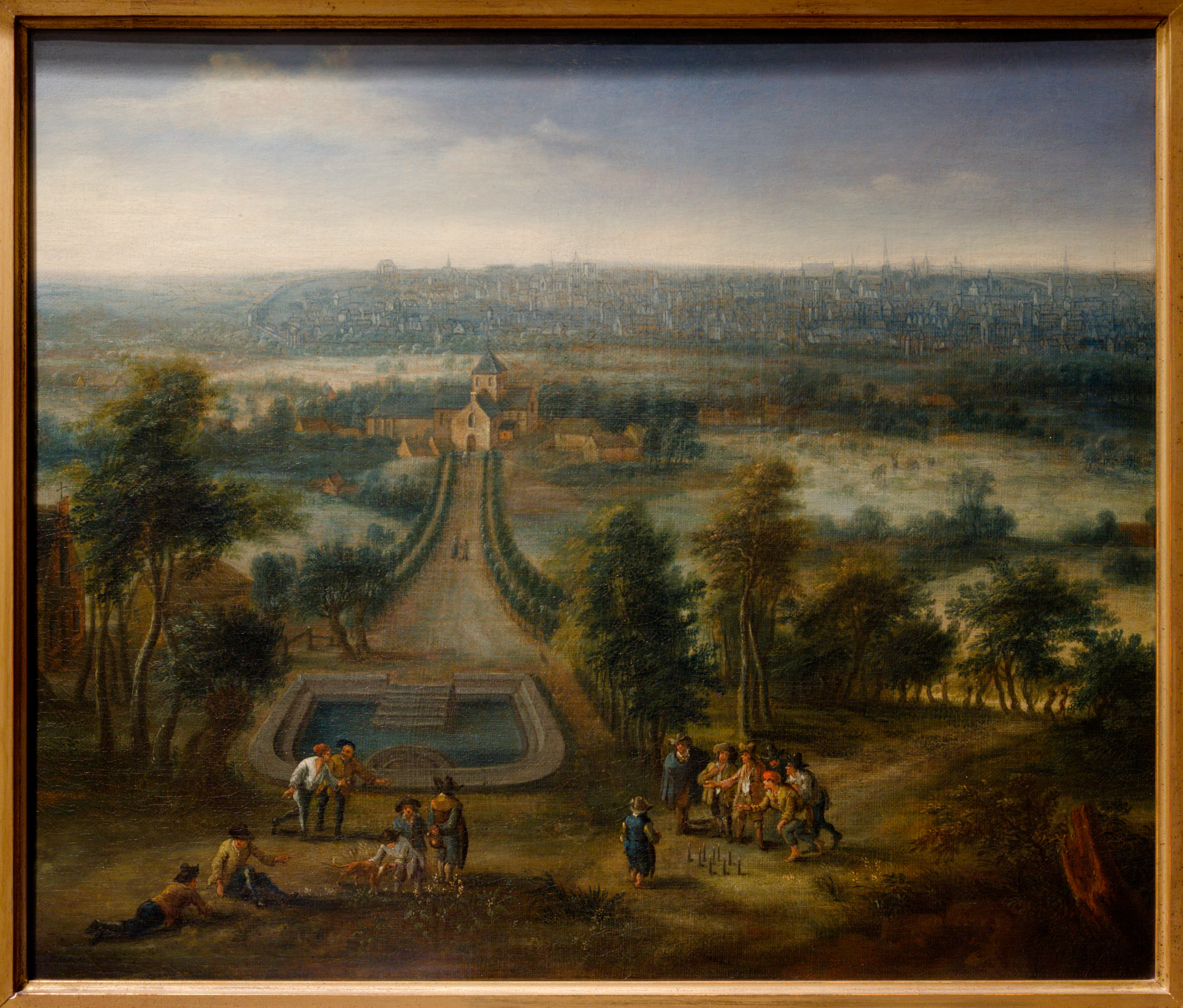
Sint-Annadreef in de 18de eeuw (Andreas Martin)

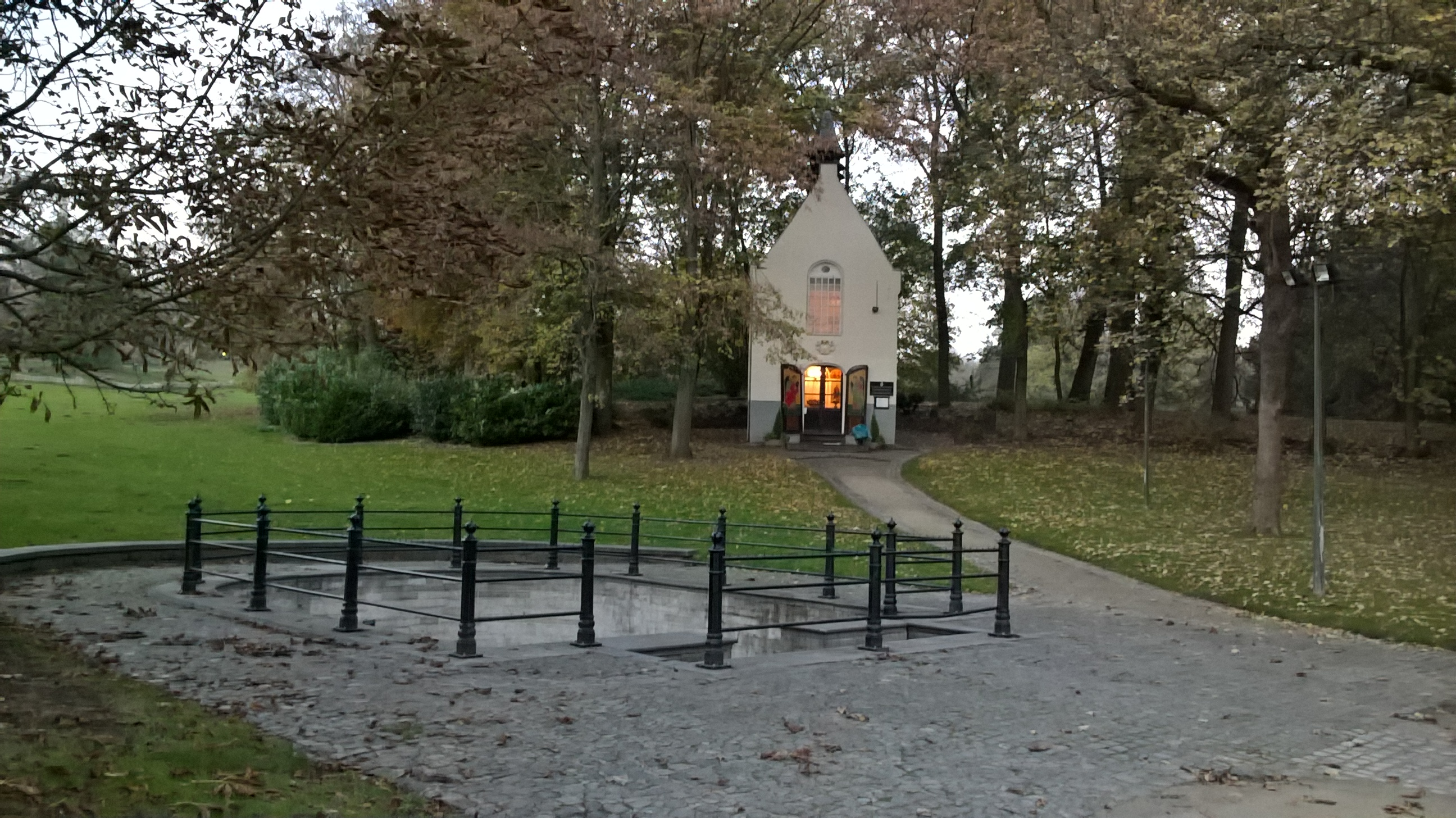
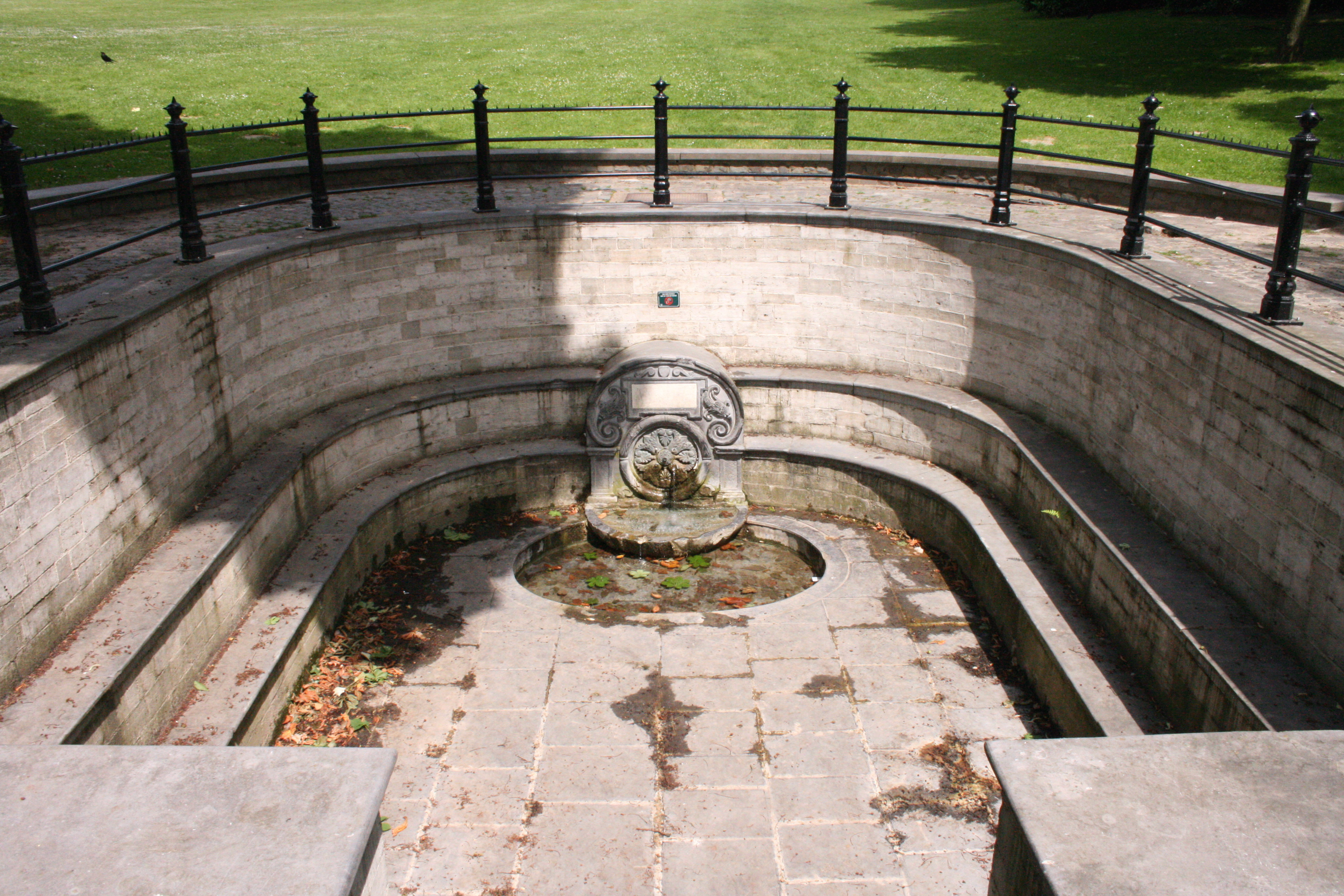
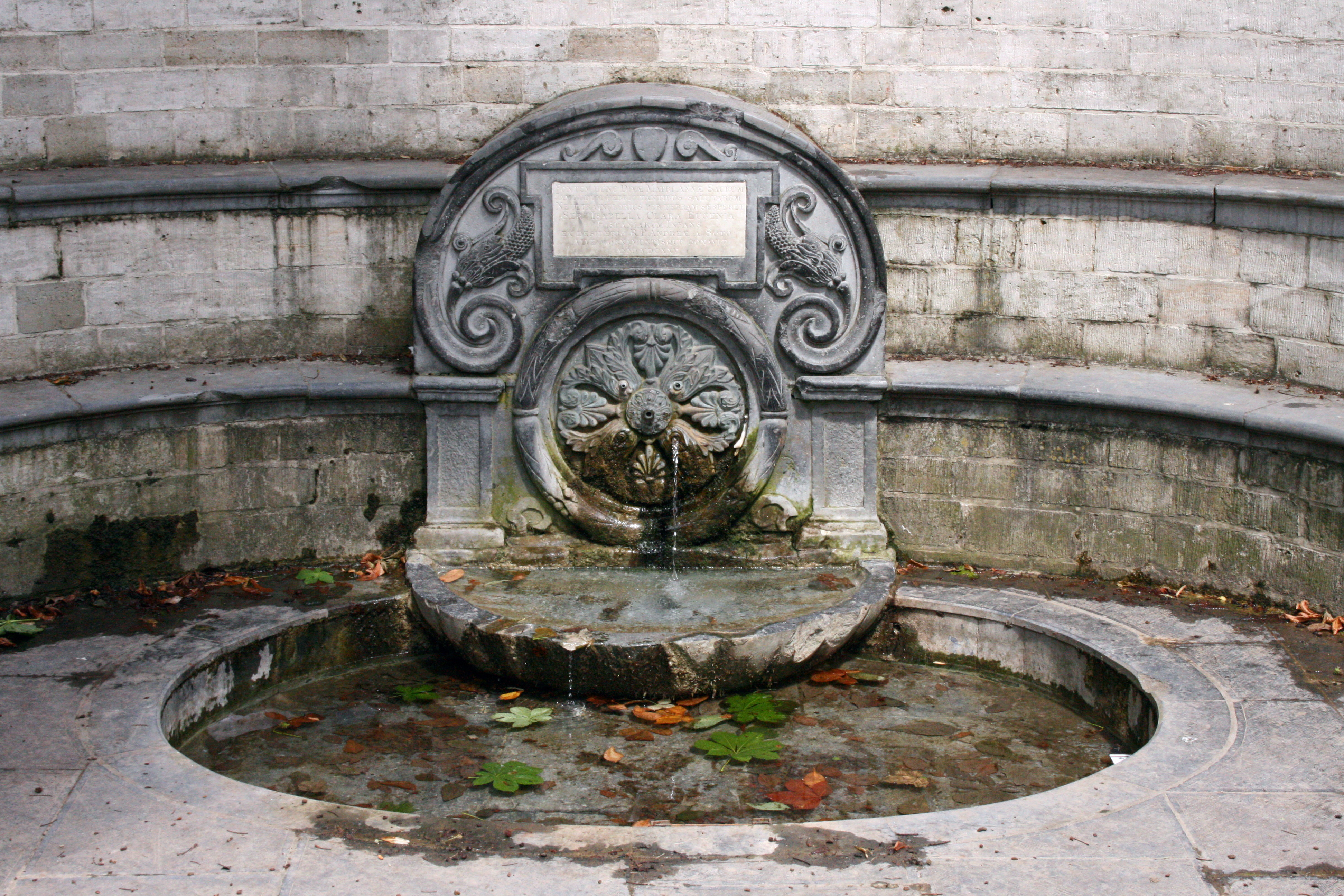

Tot de aanleg van de Koninklijk Parklaan in 1876 liep de Sint-Annadreef door naast de kapel tot de hoger gelegen weg naar Meise. In 1904 schreef Lakenauteur Arthur Cosyn dat sterk ongelovige Lakenaars niet meer geloven in de geneeskracht van dit bronwater.